# 匈牙利社會黨
匈牙利社會黨（匈牙利語：Magyar Szocialista Párt，缩写为MSZP）是匈牙利社會民主主義政黨。前身為匈牙利社會主義工人黨。

## 歷史
作為匈牙利社會主義工人黨後繼政黨，共產主义政党的前身一直影響著社會黨與匈牙利。另一項爭議是部分來自前共產黨的菁英在社會黨內一直具有影響力，直到今日。事實上，許多重要社會黨政治人物是前匈牙利社會主義工人黨的活躍成員或是領導階級。
在經濟議題上，匈牙利社會黨支持經濟自由主義、自由市場政策，支持以經濟、價格規範等方式進行國家干預，以及重要經濟企業國有化。社會黨在1995至1996年匈牙利經歷經濟與財政危機時，執行大量的經濟改革、消費緊縮和私有化。除此之外，社會黨更專注在國家社會政策轉型，從以全體國民受惠的政策轉向以經濟和社會上有需求的國民提出補助。
2002年選舉，社會黨以微弱優勢勝出，擊敗欧尔班·維克多，開始其八年執政。
在政治議題上，社會黨反對民族主義。該黨與合組執政聯盟的少數派自由黨在2004年12月5日入歐盟公投中，反對將匈牙利公民權擴大到鄰國的匈牙利族。
匈牙利社會黨為社會黨國際和歐洲社會黨成員。
2006年匈牙利議會選舉，社會黨得票率達43.2%，386席中囊獲190席，以微弱優勢勝出，繼續與自由民主聯合籌組執政聯盟。
2008年5月1日，自由民主聯合退出聯合政府，執政聯盟解散，社會黨成為匈牙利史上第一個少數政府。
2010年匈牙利議會選舉，社會黨大敗，得票率滑落至19.3%，在野右翼青年民主主義者聯盟－匈牙利公民聯盟取得三分之二多數。
2011年10月22日，前總理久爾恰尼·費倫茨宣布退出社會黨並籌組新議會黨團。同年抗議新憲法實施，杯葛有關投票。
2014年1月，社會黨與其他中間偏左政黨結盟參加议会選舉，但最終再次落敗。

## 議會選舉
| 年度 | 席次比例 | 席次 | 得票數    | 執政/在野 |
| ---- | -------- | ---- | --------- | --------- |
| 1990 | 8.55%    | 33   | 419,152   | 反對黨    |
| 1994 | 54.1%    | 209  | 2,921,039 | 執政黨    |
| 1998 | 34.7%    | 134  | 1,497,231 | 反對黨    |
| 2002 | 46.11%   | 178  | 2,361,997 | 執政黨    |
| 2006 | 49.22%   | 190  | 2,336,705 | 執政黨    |
| 2010 | 19.3%    | 58   | 990,428   | 反對黨    |
| 2014 | 25.57%   | 29   | 1,290,806 | 反對黨    |
| 2018 | 11.91%   | 17   | 682,701   | 反對黨    |
| 2022 | 34.44%   | 10   | 1,947,331 | 反對黨    |

## 外部連結
- 官方網站 （页面存档备份，存于）